# Der Parschluger
Der Parschluger (Avstrija) je (pop rock in narodnozabavna glasba) skupina iz kraja Bruck An Der Mur. Kot profi zasedba delujejo na ozemlju, kot je Švica, Nemčija, Palma De Mallorca. Zasedba deluje od leta 1985 in je izdala veliko kaset in zgoščenk. V njenih vrstah se je izmenjalo veliko glasbenikov, med drugim tudi slovencev.